# The Gathering (banda)
The Gathering es una banda de rock alternativo neerlandesa que en sus inicios se llamaba "The Grandolis" y que fue pionera en el metal gótico, transcediendo tal etiqueta para experimentar con otros géneros hasta llegar a su actual denominación trip rock.

## Historia
Se formó en 1988 en la localidad de Oss, Países Bajos, por los hermanos Hans y René Rutten, junto a Bart Smiths con la intención de crear una nueva banda. Por consecuencia se sumaron Hugo Prinsen Geerligs, Jelmer Wiersma y Frank Boeijen que aportaron cada uno una cuota muy importante dentro de la formación.
Su primer trabajo musical fue An Imaginary Symphony el disco origen del grupo que los llevó a hacerse conocidos dentro de su ciudad natal.
Grabaron el disco Always... con Marike Groot en voz femenina y Bart Smiths en voces guturales, en 1992.
Grabaron el disco Almost a Dance con Niels Duffhues en voz masculina y Martine van Loon en la femenina , en 1993 tras la partida de Bart.
Tiempo después decidieron audicionar para el puesto de vocalista del grupo, debido a que Niels, vocalista procedente del Punk, no llenaba las expectativas del grupo. Fue ahí cuando Anneke van Giersbergen, una joven de 22 años con grandes dotes musicales fue elegida para ser la nueva vocalista del grupo.

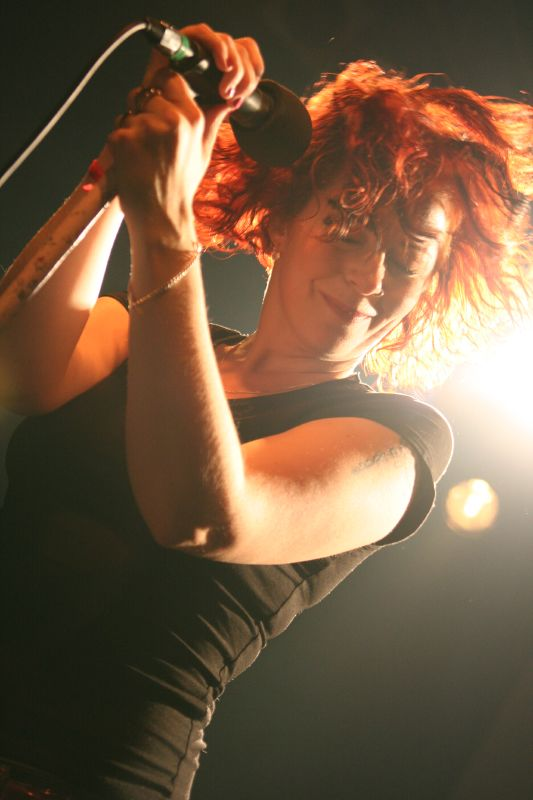
Anneke van Giersbergen.

En 1995 Grabaron el disco Mandylion, el primer disco de la nueva era de The Gathering que sería un nuevo, y a la vez exitoso, punto de partida. También marcando el final de su etapa Doom Metal gótico.

## Nueva Etapa
En 1997, graban el disco Nighttime Birds, con un nuevo estilo entrando al Metal progresivo, entre un arduo período de estudio y de tours para llevar a cabo los conciertos por los Países Bajos.
How to Measure a Planet? fue el disco doble grabado en el año 1998, que posee un concepto variado y experimental (que la propia Anneke denomina Trip rock") de mucho valor para la evolución de la banda.
Ya de ahí en adelante, TG comenzó un duro trabajo, entre conciertos y discos. Entre estos Superheat (2000) que se desarrolló en vivo, e If_then_else (2000) un disco algo más emocional que los anteriores.
Tras este álbum, el grupo deja Century Media y establece su propio sello discográfico, Psychonaut Records. En 2003 ve la luz el disco Souvenirs, que sigue los pasos de sus dos discos anteriores en la experimentación de sonidos, y en un ambiente intimista no exento de tristeza. El EP anterior, Black Light District, no hace sino confirmar la evolución de la banda, que ahora se acerca mucho más al sonido de bandas del panorama independiente como Godspeed You! Black Emperor, como puede apreciarse en cortes como el que da título al EP.
Entre tanto, Century Media, poseedora de los derechos de sus discos más emblemáticos, lanza en 2005 un doble álbum llamado Accesories, que contiene rarezas, singles y tomas alternativas de los discos pertenecientes a la época entre Mandylion y How to Measure a Planet?. En 2006 la discográfica va más lejos aún editando una edición especial de Mandylion, con diversos cortes nuevos no incluidos en la primera edición.
En 2006, tras la maternidad de la cantante Anneke, el grupo vuelve a trabajar y aparece Home, otra vuelta de tuerca a su música, en el mismo rumbo que Souvenirs, potenciando un sonido ya muy alejado del Metal y las letras intimistas, algunas de ellas, incluso, de tono más optimista.
En el 2007, decidieron grabar un DVD llamado A Noise Severe el 24 de marzo en el Teatro Caupolicán (Santiago) presentando su disco Home.

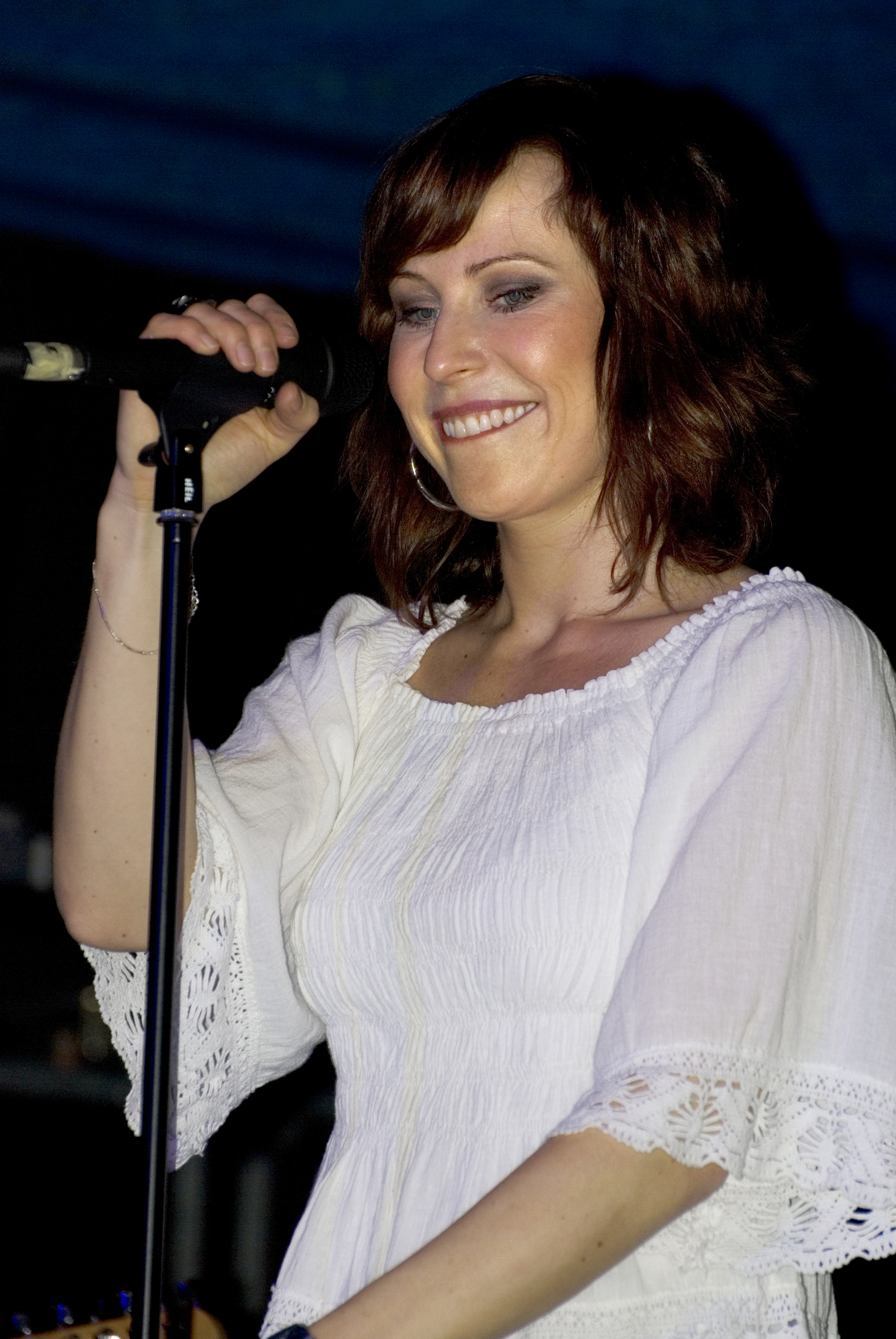
Silje Wergeland.

Para tristeza de muchos de sus fanes, a comienzos de junio de 2007 la vocalista Anneke van Giersbergen anuncia su retirada del grupo a partir de agosto, para concentrarse en su vida familiar y en su proyecto personal "Agua de Annique", que cuenta con la participación, entre otros, de exintegrantes de Celestial Season.
La última presentación de la talentosa cantante con la banda fue el 4 de agosto de 2007, en el Ankkarock Festival de Finlandia.
Luego de un tiempo, a la espera de muchos, al fin se ha confirmado a la noruega Silje Wergeland (Octavia Sperati) como la nueva vocalista de la banda, con la cual grabaron su primer álbum en 2009, titulado The West Pole.
En enero de 2014 Marjolein Kooijman anuncia su separación del grupo.

## Reunión[1]
Como parte de los festejos por el 25 aniversario de la banda, ofrecieron dos conciertos en los que incluyeron a prácticamente todos los que han sido parte de la misma desde 1989 hasta 2014 (con excepción de  Niels Duffhues y Martine van Loon): Silje Wergeland (vocales), Bart Smits (vocales y sintetizador), Marike Groot (vocales), Anneke van Giersbergen (vocales), Marjolein Kooijman (bajo),Hugo Prinsen Geerligs (bajo), Frank Boeijen (teclado), Hans Rutten (batería), René Rutten (guitarra), Jelmer Wiersma (guitarra), Noel Hofman (trompeta y guitarra). Fue el primer concierto en tener cantando al mismo tiempo a 4 de los vocalistas que ha tenido la banda.

## Miembros
| Miembros - Silje Wergeland – Vocales (2009 – ) - René Rutten – Guitarras /flauta (1989 – ) - Frank Boeijen – Teclados (1990 – ) - Hans Rutten – Batería (1989 – ) - Hugo Prinsen Geerligs – Bajo (1989–2004; 2018 –) | Ex-miembros - Anneke van Giersbergen – Vocales / Guitarras (1994–2007) - Marjolein Kooijman – Bajo (2004 –2014 ) - Jelmer Wiersma – Guitarra (1989–1998) - Niels Duffhues – Vocales / Guitarras (1993–1994) - Martine van Loon – Vocales / Coros (1993–1994) - Bart Smits – Vocales (1989–1993) - Marike Groot – Vocales / Coros (1992–1993) |

## Discografía

### Álbumes de estudio
- Always... (1992)
- Almost a Dance (1993)
- Mandylion (1995)
- Nighttime Birds (1997)
- How to Measure a Planet? (1998)
- If_then_else (2000)
- Souvenirs (2003)
- Mandylion (2005 - Reedición con extras)
- Home (2006)
- The West Pole (2009)
- Disclosure (2012)
- Afterwords (2013)
- Beautiful Distortion (2022)

### Sencillos
- Leaves (1995) Century Media
- Strange Machines (1995) Century Media
- Kevin's Telescope (1997) Century Media
- The May Song (1997) Century Media
- Liberty Bell (1998) Century Media
- Rollercoaster (2000) Century Media
- Monsters (2003) Psychonaut Records
- You Learn About It (2003) Psychonaut Records
- Alone (2006) I Scream Records - Split single con Green Lizard, 5000 copias edición limitada en el Sziget Festival, Budapest, 2006
- All You Are (2009) Psychonaut Records
- No Bird Call (2009) Psychonaut Records
- Heroes For Ghosts (2011) Psychonaut Records
- Meltdown (2012) Psychonaut Records

### Conciertos
- Superheat (2000)  Century Media
- Sleepy Buildings - A Semi Acoustic Evening (2004)  Century Media
- A Noise Severe (2007)  Psychonaut Records
- TG25: Live at Doornroosje (2015)  Psychonaut Records
- In Motion (2016)
- A Sound Relief (2018)

### EP
- Adrenaline / Leaves (1996) Century Media
- Amity (2000) Century Media
- Black Light District (2002) Psychonaut Records
- City From Above (2009) Psychonaut Records
- Afterlights (2012) Psychonaut Records

### Recopilaciones
- Downfall - The Early Years (2001) Hammerheart Records
- Accessories - Rarities and B-Sides (2005) Century Media
- Downfall (2008) - Restaurado y remasterizado con más de 7 canciones inéditas, doble CD, Vic Records
- Blueprints (2016)

### Colaboraciones
- "Passengers in Time: The Musical History Tour" with Wim Kratsborn (2005)
- "The One You Are Looking for Is Not Here" with katatonia (2013)

### Covers
- "Life's What You Make It" (by Talk Talk)
- "In Power We Entrust The Love Advocated" (by Dead Can Dance)
- "When The Sun Hits" (by Slowdive)
- "Dethroned Emperor" (by Celtic Frost)
- "Daniel (by Bat for Lashes)

### Demos
- An Imaginary Symphony (1991)
- Moonligth Archer (1991)

## Videografía

### Vídeos musicales
- "King for a Day"
- "Leaves"
- "Saturnine"
- "Strange Machines" (Unreleased)
- "Liberty Bell"
- "My Electricity"
- "Monsters"
- "Life's What You Make It"
- "You Learn About It"
- "Alone"
- "Forgotten"
- "All You Are"
- "No Bird Call"[2]
- "Heroes For Ghosts"

### DVD
- In Motion (2002)
- A Sound Relief (2005)
- A Noise Severe in Chile (2007)  Psychonaut Records